# 166 г. пр.н.е.
166 (сто шестдесет и шеста) година преди новата ера (пр.н.е.) е година от доюлианския (Помпилийски) римски календар.

## Събития

### В Римската република
- Консули са Марк Клавдий Марцел и Гай Сулпиций Гал.
- В римски плен умира последният цар на Македония Персей Македонски.[1]
- Освободеният роб Теренций започва да поставя пиесите си пред публика.[1] Първата негова пиеса „Момичето от Андрос“ (Andria) е представена по време на фестивала Мегалензия (Ludi Megalenses).[2]

### В Азия
- Пергамският цар Евмен II побеждава бунтовниците в Галатия, но враждебно настроеният римски Сенат обявява покорените галатиняни за свободни.[3]
- Антиох IV Епифан организира пищен фестивал в Дафне (предградие на Антиохия) в чест на бог Аполон и внушителен военен парад, по подобие на римските игри и триумфи.[4]
- Продължава Въстанието на Макавеите срещу Селевкидите.

## Починали
- Персей Македонски, последен цар на Македония (роден ок. 212 г. пр.н.е.)
- Мататия Хасмоней, юдейски първосвещеник, оглавява въстанието на Макавеите (роден ок. 212 г. пр.н.е.)